# Hispano-Suiza H6
Pour les articles homonymes, voir Hispano, Hispano-Suiza et H6.
L'Hispano-Suiza H6 est une voiture de luxe et de prestige du constructeur automobile franco-suisse-espagnol Hispano-Suiza. Elle est produite à 2 350 exemplaires entre 1919 et 1933, déclinée en versions A, B, C, et Xenia, avec de nombreuses formes de carrosseries.

## Historique
Le modèle H6 est présenté au mondial de l'automobile de Paris 1919. Il est équipé d'un moteur 6 cylindres en ligne en aluminium de 6,5 Litres, pour 137 km/h, conçu par le fondateur de la marque Marc Birkigt (1878-1953), et inspiré des moteurs d'avion V12 Hispano-Suiza. 

Quelques modèles
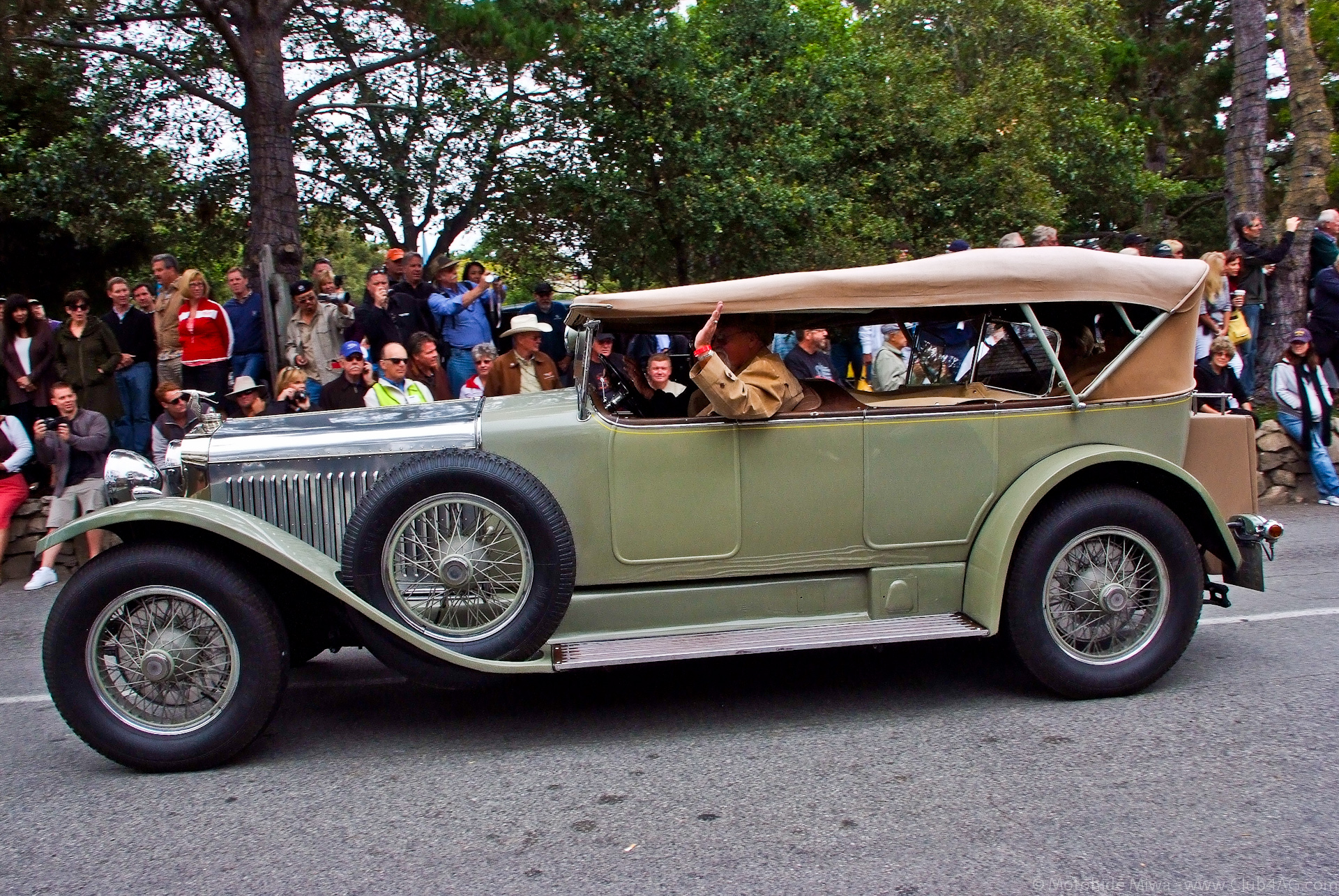
Torpedo Million & Guiet 1923 (Pebble Beach Concours d'Elegance)
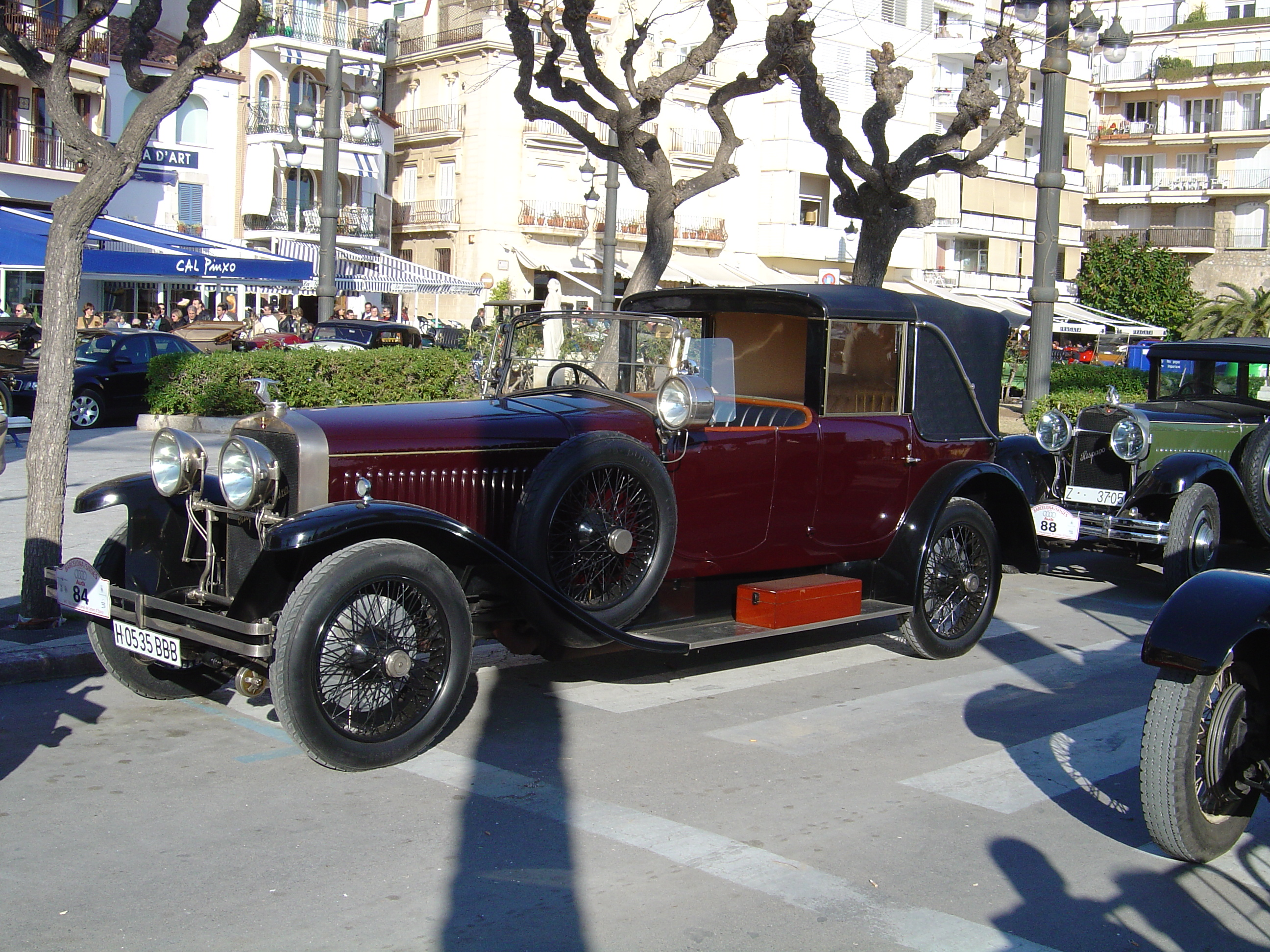
H6B Coupé de Ville Jacques Saoutchik Landaulette 1925
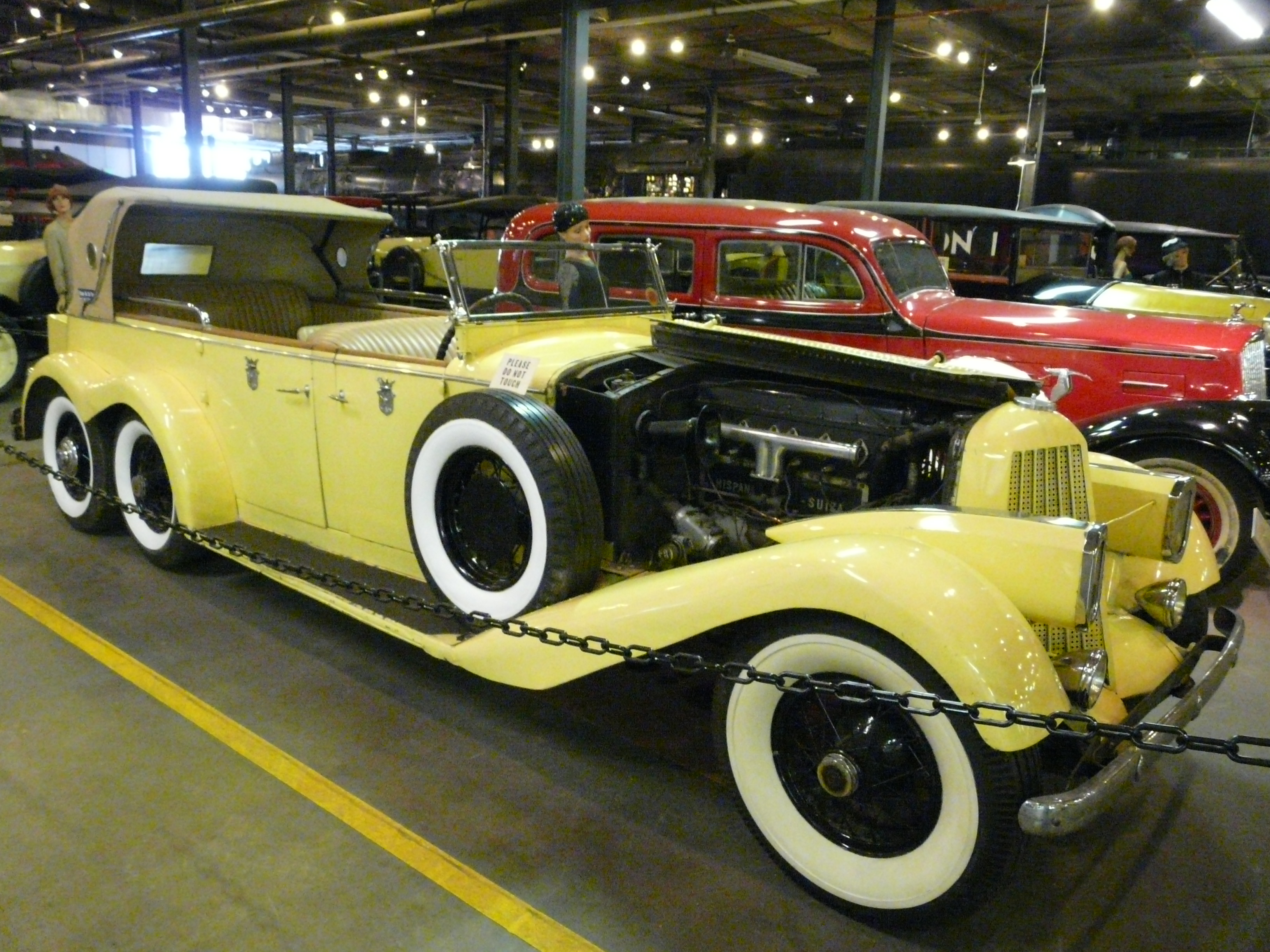
Limousine 6 roues par Marius Franay

La version B de 1922 est plus puissante avec une cylindrée de 8 litres. Marc Birkigt présente la version H6 C « Type Sport » en 1923.

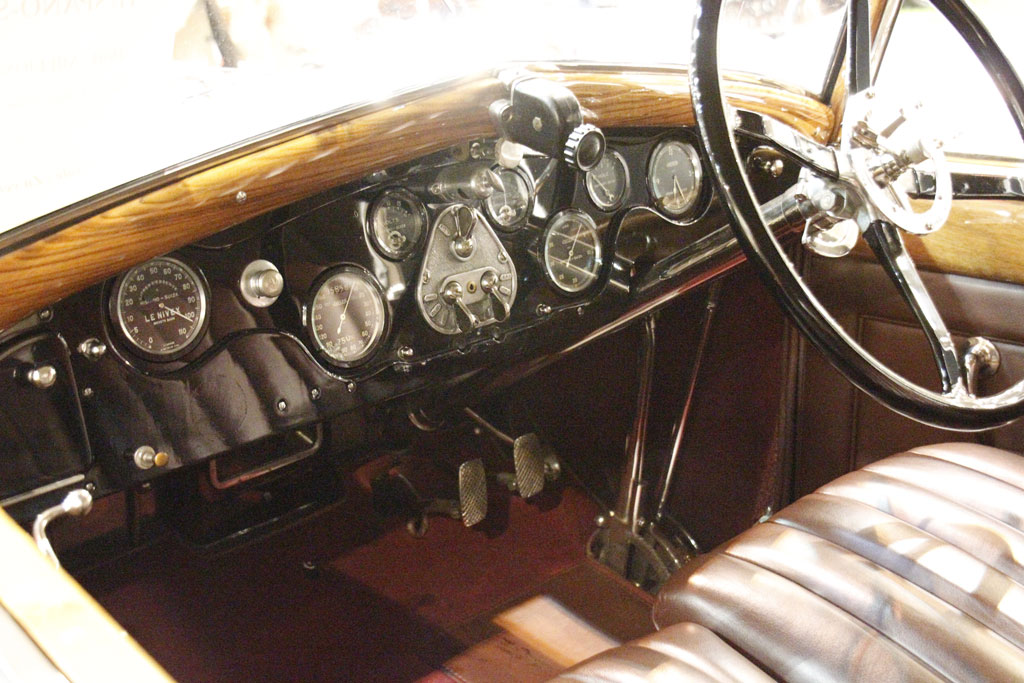
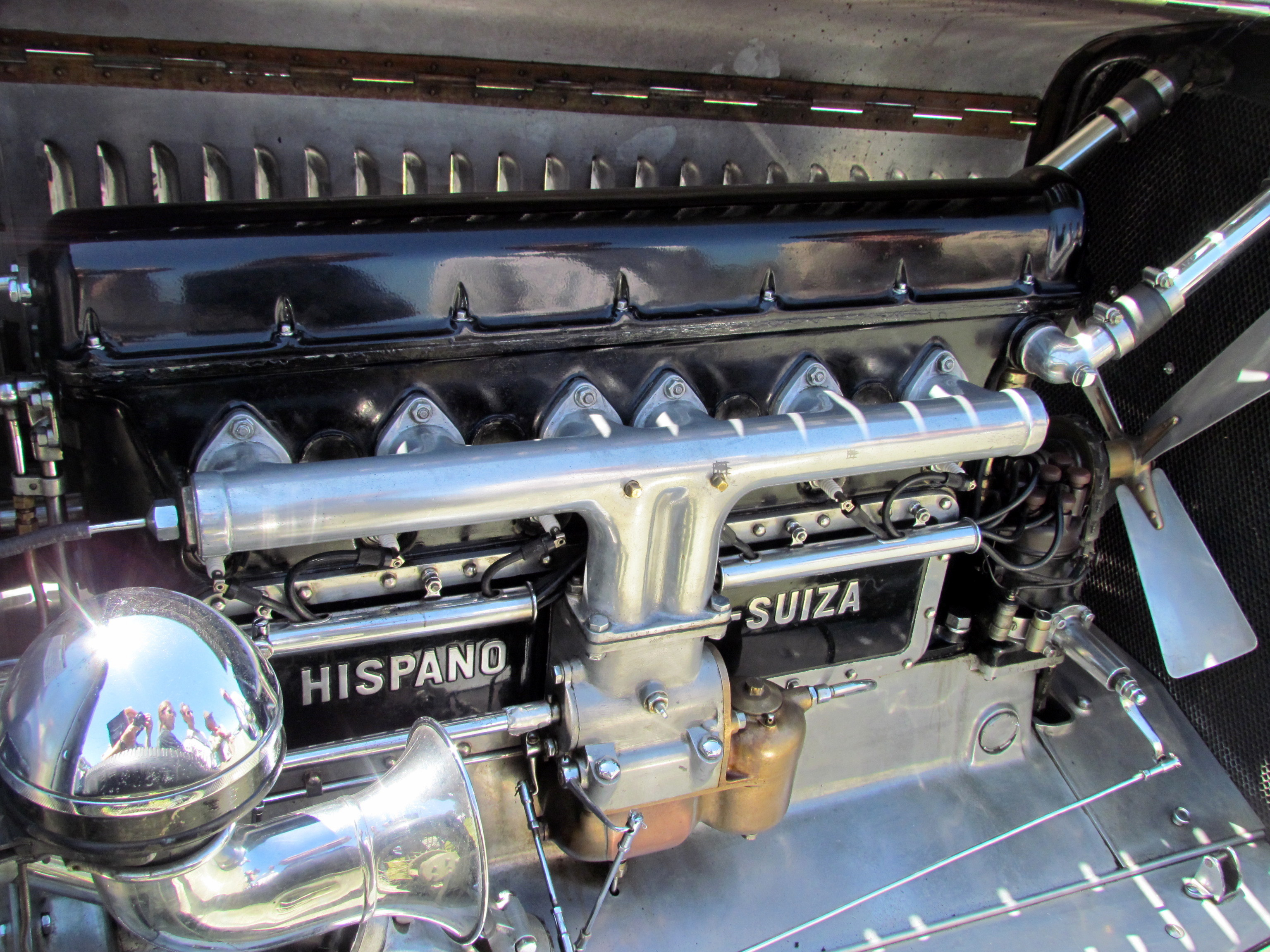
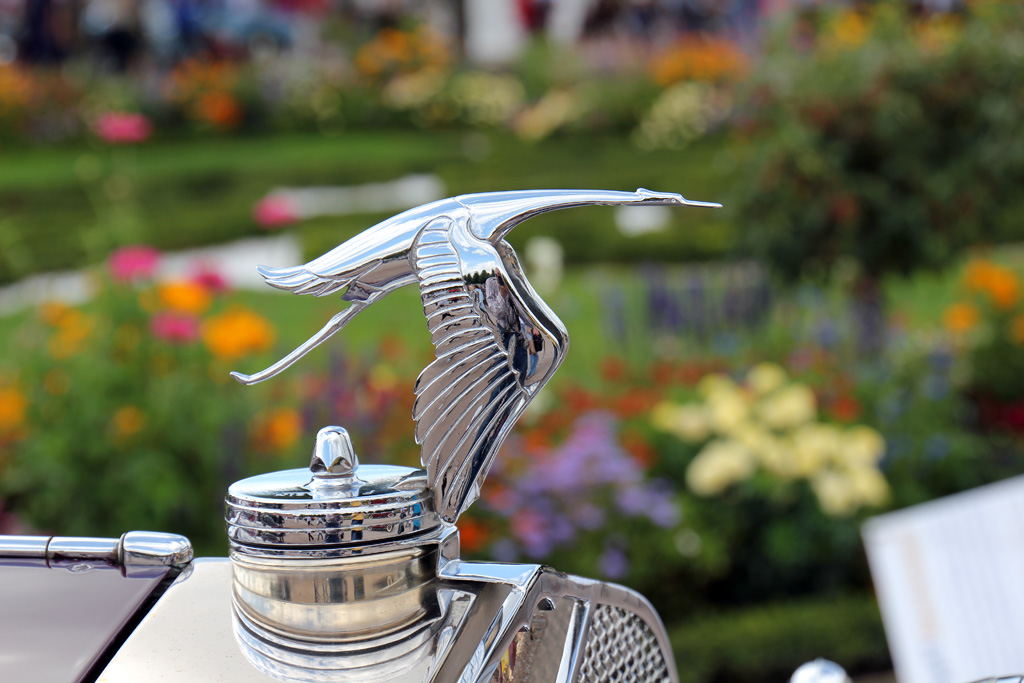

## Hispano-Suiza H6 C Xenia Dubonnet
Héritier des apéritifs Dubonnet, l'inventeur, industriel, pilote de chasse SPA 3 Cigognes, et de course Hispano-Suiza André Dubonnet (1897-1980) achète un châssis Hispano-Suiza H6 C en 1932 au Salon de Paris. Ce modèle unique d'exception, baptisé « Xenia » du nom de son épouse défunte, est dessiné par le designer Jean Andreau, puis carrossée en 1938 par la carrossier Jacques Saoutchik.

Hispano-Suiza H6 C Xenia Dubonnet Saoutchik de 1938, collection Peter Mullin, Rétromobile Paris 2012.
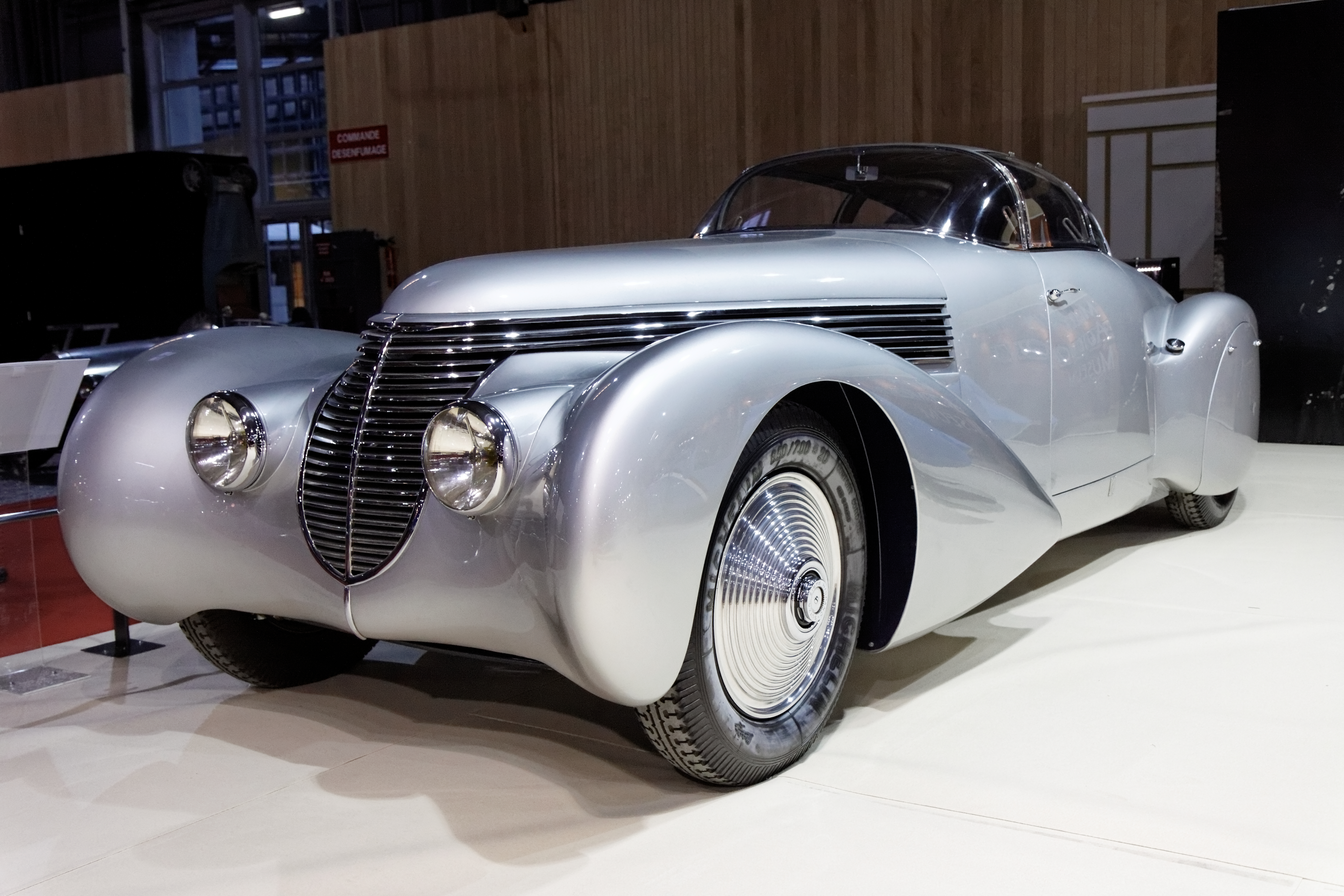
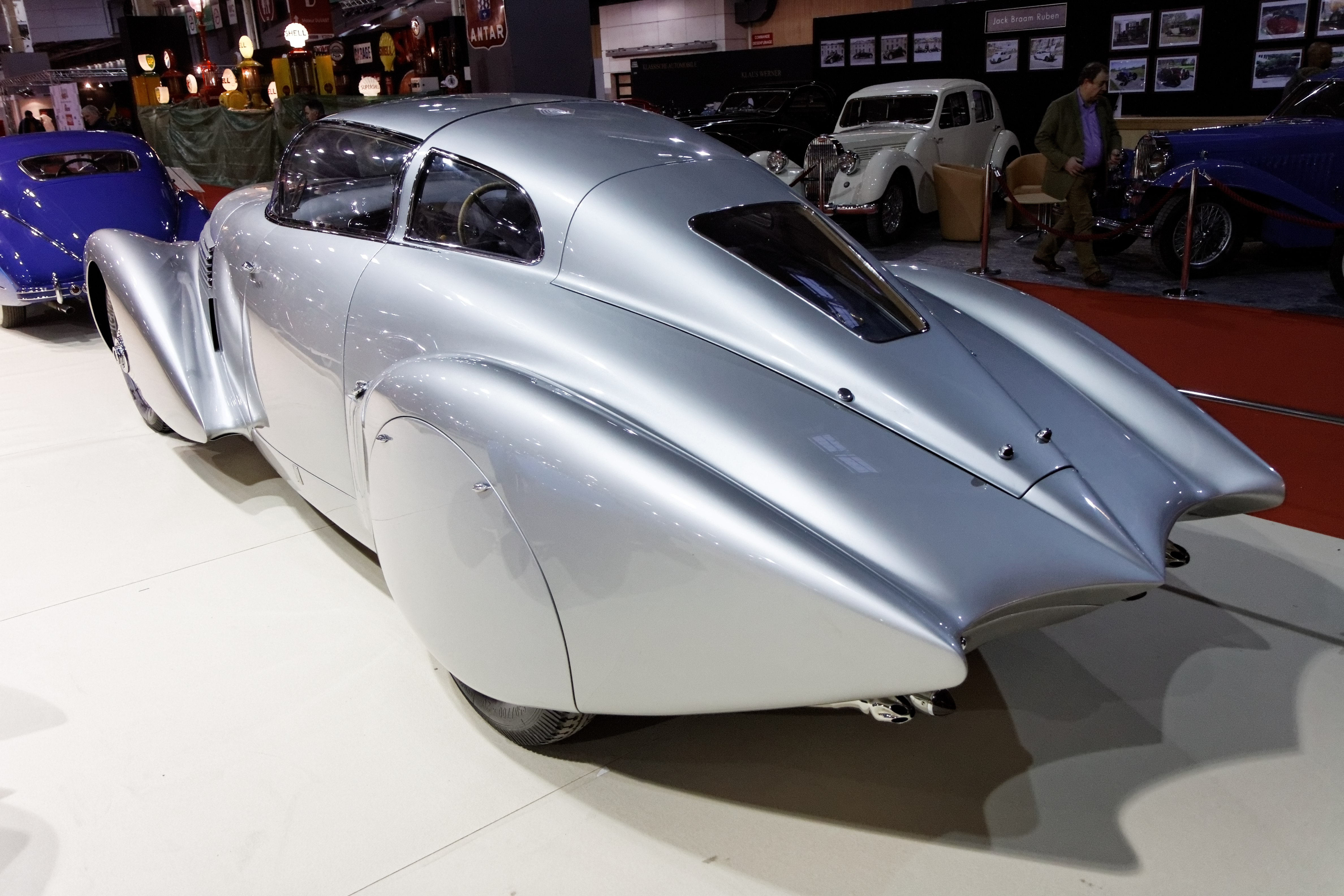
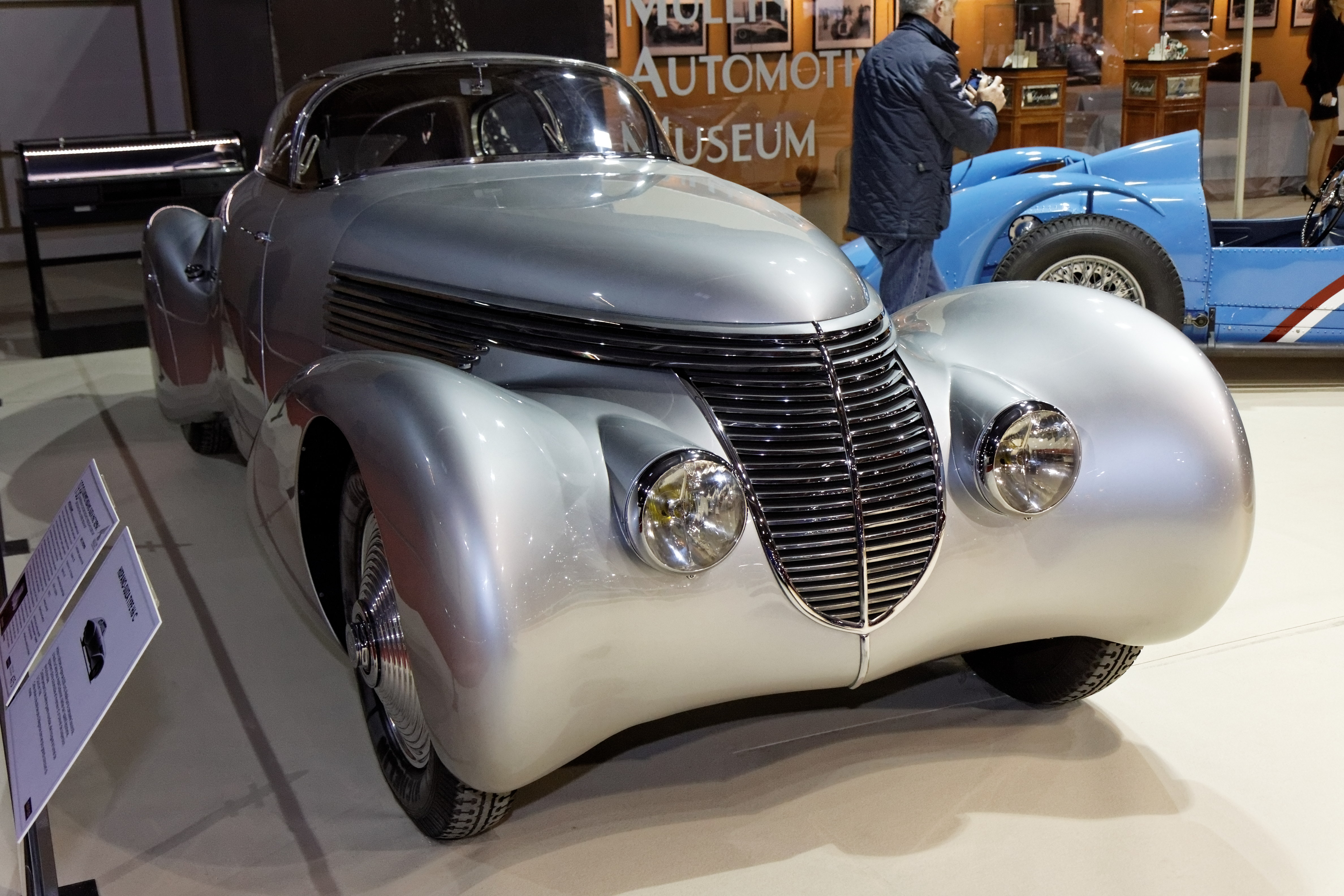

En 2003 le véhicule est acheté par le collectionneur américain Peter Mullin pour sa collection Peter Mullin en Californie, et gagne entre autres le concours de la voiture fermée la plus élégante du Pebble Beach Concours d'Elegance 2000, et de la plus belle voiture présente du Festival de vitesse de Goodwood 2009... En 2019 un des héritiers de la marque s'inspire de ce modèle pour concevoir la supercar Hispano-Suiza Carmen électrique de plus de 1 000 ch, fabriquée à 19 unités. 